# Saint-Père, Nièvre
Saint-Père är en kommun i departementet Nièvre i regionen Bourgogne-Franche-Comté i de centrala delarna av Frankrike. Kommunen ligger i kantonen Cosne-Cours-sur-Loire-Sud som tillhör arrondissementet Cosne-Cours-sur-Loire. År 2022 hade Saint-Père 1 047 invånare.

## Befolkningsutveckling
Antalet invånare i kommunen Saint-Père
| Referens: INSEE |